# Kathryn Sophia Belle
Kathryn Sophia Belle, anteriormente conocida como Kathryn T. Gines, (2 de julio de 1978) es profesora asistente de filosofía en la Universidad Estatal de Pensilvania. Gran parte de su trabajo se ha centrado en aumentar la diversidad dentro de la filosofía, y es la directora fundadora del Collegium de mujeres negras filósofas.

## Biografía
Belle recibió su licenciatura en Spelman College y consiguió una maestría y un doctorado en filosofía en la Universidad de Memphis en 2001 y 2003, respectivamente.
Ha trabajado en la Universidad Estatal de Pensilvania desde 2008. Antes de su nombramiento en Penn State, Belle era profesora asistente de estudios africanos y de la diáspora en la Universidad Vanderbilt, con un trabajo entrelazado con el departamento de filosofía.

### Collegium de mujeres negras filósofas
Belle fundó el Collegium de mujeres negras filósofas en 2007 para proporcionar un lugar positivo y una red de apoyo para las mujeres filósofas negras, y también para ayudar a identificar cuántas mujeres negras fueron activas como filósofas académicas. En el momento en que Belle lanzó el Collegium, solo pudo identificar a 29 mujeres negras que eran profesoras de filosofía en los Estados Unidos, aunque la American Philosophical Association tenía más de 11 000 miembros. La conferencia anual del Collegium ahora alberga a una treintena de profesoras universitarias y estudiantes de filosofía negras, que ofrecen una variedad de talleres de desarrollo profesional y otros temas. Lucius Outlaw, que escribe en la Enciclopedia de Filosofía de Stanford, sugiere que los esfuerzos de Belle para fundar el Collegium de mujeres negras filósofas abrieron nuevos caminos para avanzar en el campo de la filosofía africana.

## Investigaciones y publicaciones
Belle ha escrito un libro, Hannah Arendt y The Black Question. También ha coeditado una antología, Convergences: Black Feminism and Continental Philosophy (Convergencias: feminismo negro y filosofía continental). Ha publicado numerosos artículos revisados por pares, incluidas piezas en revistas como Hypatia: A Journal of Feminist Philosophy, Southern Journal of Philosophy, Journal of Social Philosophy y Sartre Studies International. También es coeditora fundadora de Critical Philosophy of Race, una revista publicada por la Penn State University Press que examina cuestiones relacionadas con el concepto de raza.
Las principales áreas de interés de Belle incluyen la filosofía africana, la filosofía continental, la filosofía feminista negra, la filosofía crítica de la raza. Gran parte de la investigación de Belle se ha centrado en enfoques críticos para cuestiones de raza, racismo, feminismo e interseccionalidad. Ha escrito extensamente desde una perspectiva crítica sobre el trabajo de Hannah Arendt, y argumentando además que las distinciones rígidas que Arendt vio entre lo social y lo político impidieron que Arendt pudiera reconocer que el racismo era un fenómeno político en lugar de solo social. 
En oposición a los filósofos analíticos, Belle argumenta que la existencia de una identidad femenina negra única debe ser reconocida si se quieren superar los sistemas de opresión vinculados, y argumenta que la preservación de una identidad racial única y positiva puede ser un acto decisivo de empoderamiento. En Sartre, Beauvoir, and the Race/Gender Analogy: A Case for Black Feminist Philosophy (Sartre, Beauvoir y la Analogía de raza/género: un caso para la filosofía feminista negra) -una pieza a la que contribuyó Belle Convergences: Black Feminism and Continental Philosophy-, argumenta que la ausencia de pensamiento feminista negro en la filosofía continental ha resultado en un significativo vacío que ha impedido que el análisis continental comprenda cómo los sistemas de opresión se cruzan y dan forma a la fenomenología.